# Specialundervisning for voksne
Specialundervisning for voksne, som også kaldes kompenserende voksenspecialundervisning er et dansk undervisningstilbud, der henvender sig til voksne mennesker med et eller flere handicaps, som giver behov for særlig undervisning med en individuel målsætning, som fører til nye personlige handlemuligheder.
Undervisningen henvender sig bredt til alle handicapgrupper som sindslidende, senhjerneskadede, udviklingshæmmede, ADHD, traumatiserede indvandrere m.fl.
Efter kommunalreformen 2007 er kommunerne ansvarlige for at sikre undervisningstilbuddet, mens regionsrådene skal drive lands- og landsdelsdækkende undervisningsinstitutioner for de mennesker, som kommunerne henviser hertil. Der er desuden oprettet en national videns- og specialrådgivningsorganisation (VISO) i Servicestyrelsen under Velfærdsministeriet. VISO bistår med enkeltpersoner, kommuner og regioner med rådgivning om særligt komplekse enkeltsager.
Før kommunalreformen blev opgaven varetaget af det enkelte amt.

## Lovgrundlag
Ordningen blev etableret ifølge lov nr. 301 af 8/6 1978 og med efterfølgende bekendtgørelser og ændringer. En større ændring sket ved nedlæggelsen af amterne pr. 1. januar 2007.

## Formål
Kompenserende specialundervisning er en planlagt, målrettet og fremadskridende indsats, der har til formål at afhjælpe eller begrænse virkningerne af et handicap. Undervisningen skal forbedre deltagerens funktionelle færdigheder samt fremme den enkelte deltagers personlige udvikling og kvalifikationer.
Med funktionelle færdigheder menes færdigheder, som den enkelte deltager har behov for at anvende i hverdagen, som forudsætning for aktiv deltagelse i samfundslivet.
Mundtlig og skriftlig kommunikation er eksempler på funktionelle færdigheder, hvor man gennem den kompenserende specialundervisning kan lære at kommunikere eksempelvis gennem teknologi, når man har afasi (sprogtab som følge af hjerneskade) eller gennem tegnsprog, når man er døv.
Personlige kvalifikationer er eksempelvis at kunne samarbejde og fungere sammen med andre, selv om man kommunikerer og fungerer på en anderledes måde.
Det grundlæggende mål for den kompenserende specialundervisning er derfor tosidigt: deltageren skal dels tilegne sig nogle funktionelle færdigheder, som afhjælper funktionsnedsættelsen, dels skal deltageren formå at bruge og anvende disse færdigheder i hverdagen, løsrevet fra undervisningen.